# Ciencias de la Tierra

Diagrama del interior de la Tierra.

Placas tectónicas

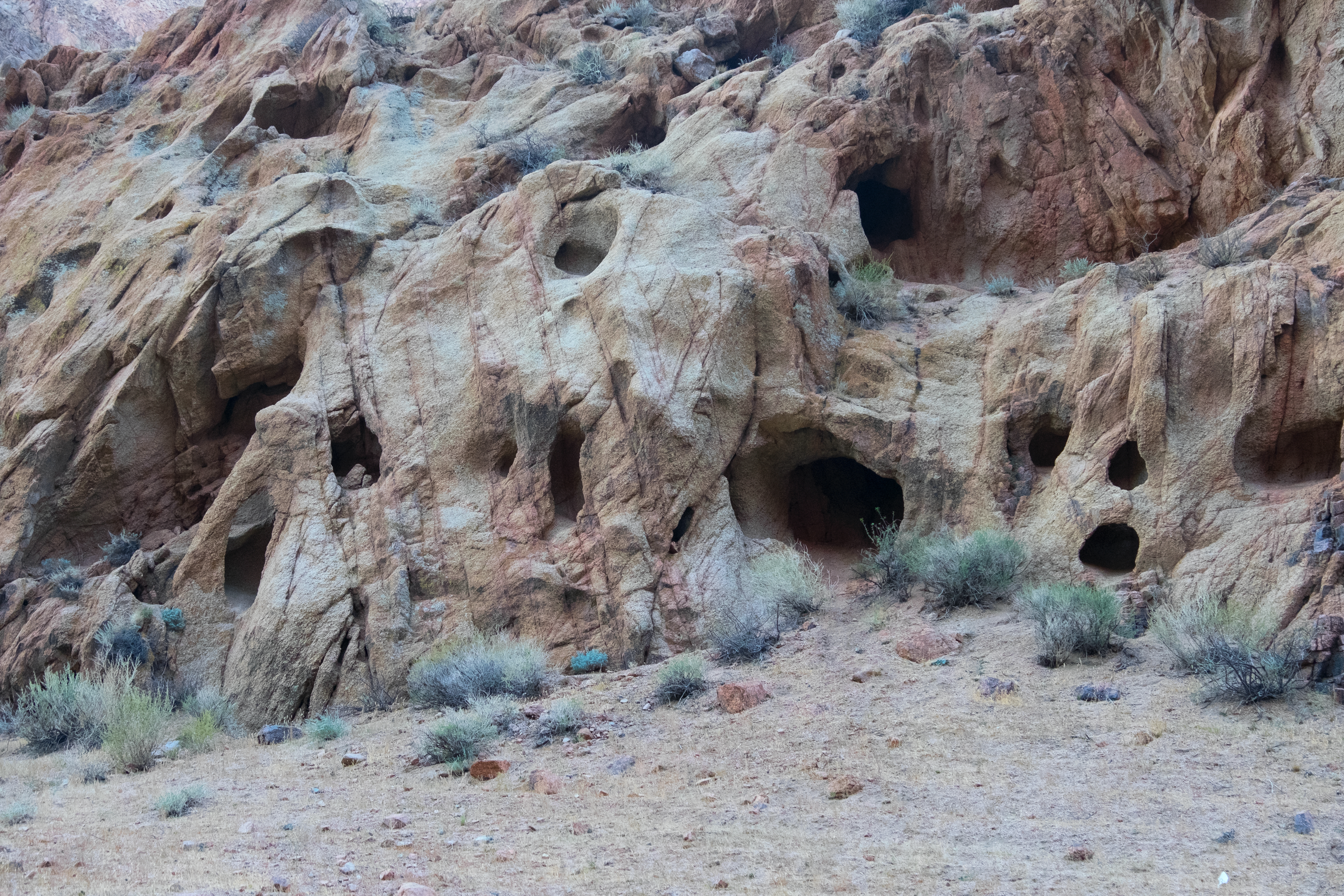
Erosión eólica de la tierra

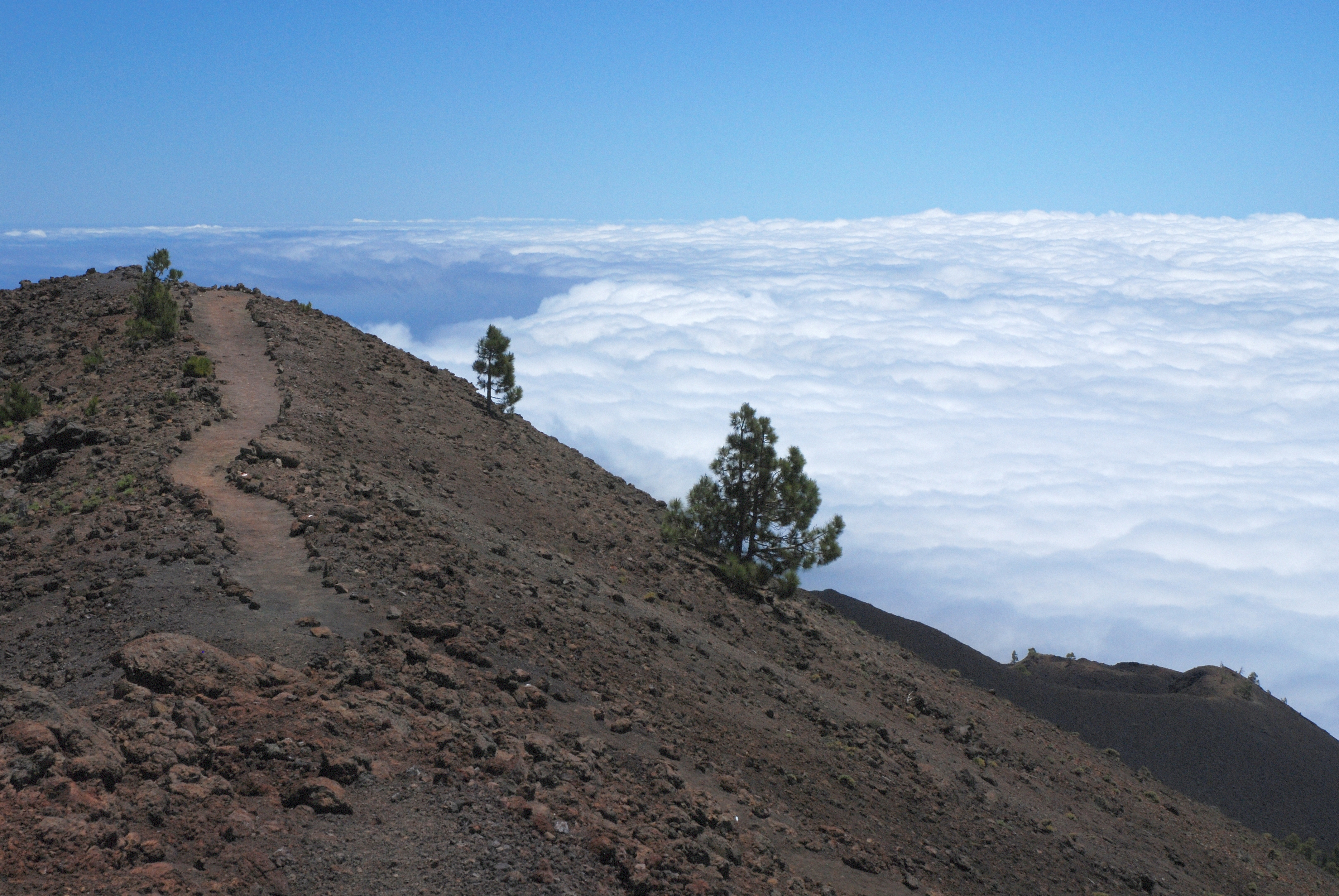
Las ciencias de la Tierra estudia a los volcanes

Las ciencias de la Tierra son un conjunto de disciplinas cuyo objetivo es el estudio del planeta Tierra, incluidas su interacción con el resto del universo y la evolución de los seres vivos que habitan en él. Esta disciplina abarca diversas áreas del conocimiento, tales como: las geociencias, las ciencias atmosféricas, las ciencias marinas, las ciencias ambientales, las ciencias criosféricas, la limnología, las ciencias forestales, la ciencia del suelo, la geografía física, la paleontología, la ecología del paisaje y las ciencias planetarias.

## Historia
Las ciencias de la tierra se encuentran en constante evolución y por ello uno de aquellos términos posmodernos que se han inventado es Geociencias para dar cuenta del conjunto de disciplinas científicas que construyen conocimientos sobre la Tierra, para comprender los complejos y variados procesos involucrados en la evolución, desde su nacimiento como Planeta.

### Primeros conocimientos de la Tierra
La geografía de Plinio el Viejo solo describía los elementos de la superficie de la Tierra sin ligarlos a través de procesos, y se daba poca importancia a la dinámica de cambios y la interacción con los elementos que componen el medio ambiente. 
Durante los primeros siglos de exploración europea se inició una etapa de conocimiento mucho más detallado de los continentes y océanos. Se cartografiaron en detalle, por ejemplo, las alineaciones magnéticas en el océano Atlántico, que serían de gran utilidad para la navegación intercontinental. 
En 1596, por ejemplo, Abraham Ortelius vislumbra ya la hipótesis de la deriva continental, precursora de la teoría de la tectónica de placas. Antes, los exploradores españoles y portugueses, habían acumulado un detallado conocimiento del campo magnético terrestre. 

### Desarrollo de las ciencias de la tierra
El nacimiento de los conceptos básicos de la geología (gradualismo, superposición, etc), en el siglo XVII y XVIII (p.e., James Hutton) o la meteorología dio paso a una eclosión en el estudio de la Tierra.
Hoy, las ciencias de la Tierra son parte de las ciencias físicas cuantitativas basadas en el empirismo, la experimentación y la reproducibilidad de las observaciones. 
Por otra parte también son ciencias que ayudan a mejorar la comprensión del planeta Tierra, para poder brindar respuestas frente a los desafíos para preservar el medio ambiente y alcanzar un desarrollo sostenible.
En el ámbito académico, se ha reconocido la importancia de formar profesionales en Ciencias de la Tierra que posean una amplia extensión de conocimientos en diversas áreas como física, matemáticas, biología, química, geología, entre otros. Estos profesionales están capacitados para abordar problemas ambientales, geológicos, climáticos, atmosféricos e incluso espaciales, ofreciendo soluciones y propuestas para diversos desafíos.

## Particularidades respecto a otras ciencias
Las ciencias de la Tierra abarcan el estudio temporal y espacial del planeta desde un punto de vista físico, incluyendo su interacción con los seres vivos. Las variadas escalas espacio-temporales de la estructura y la historia de la Tierra hacen que los procesos que en ella tienen lugar sean resultado de una compleja interacción entre procesos de distintas escalas espaciales (desde el milímetro hasta los miles de kilómetros) y temporales, que abarcan desde las centésimas de segundo hasta los miles de millones de años. 
Un ejemplo de esta complejidad es el distinto comportamiento mecánico que algunas rocas tienen en función de los procesos que se estudien: mientras las rocas que componen el manto superior responden elásticamente al paso de las ondas sísmicas (con periodos típicos de fracciones de segundo), se comportan como un fluido en las escalas de tiempo de la tectónica de placas.
Como el objeto de estudio (la Tierra) no es manipulable y la obtención de datos directos es limitada, las técnicas de simulación análoga o computacional son de cierta utilidad.

## Aplicaciones generales
- Planificar una explotación racional de los recursos naturales.
- Comprender las causas que originan los fenómenos naturales que afectan al ser humano y cómo esto influye en la naturaleza con sus acciones.
- Entender los procesos naturales que han favorecido o amenazado la vida del hombre.
- Estudiar los flujos de energía en la naturaleza y su aprovechamiento.
- Prevenir riesgos medioambientales, sísmicos, meteorológicos y volcánicos, entre otros.[6]
- Estudio de la geología, la litosfera y la estructura a gran escala del interior de la Tierra, así como la atmósfera, la hidrosfera y la biosfera.

## Perfil profesional
Normalmente, los científicos de la Tierra utilizan herramientas de la geología, la cronología, la física, la química, la geografía, la biología y las matemáticas para construir una comprensión cuantitativa de cómo funciona y evoluciona la Tierra. Los científicos de la Tierra trabajan a menudo sobre el terreno, quizás escalando montañas, explorando el fondo marino, arrastrándose por cuevas o vadeando pantanos. Miden y recogen muestras (como rocas o agua de río) y registran sus hallazgos en gráficos y mapas.
- Los meteorólogos: predicen el clima y estudian las causas de condiciones climáticas particulares mediante el uso de información obtenida de la tierra, el mar y la atmósfera superior.[7]
- Los hidrólogos: se encargan de evaluar la distribución, circulación y propiedades físicas de las aguas subterráneas o superficiales.[8]
- Los sismólogos: se basan principalmente en el estudio del fenómeno de los sismos, de la propagación de las ondas sísmicas que atraviesan la Tierra u otros cuerpos celestes, y de la estructura y propiedades del subsuelo en general. [9]
- Los geólogos: exploran y buscan tesoros en la naturaleza, luchan y excavan para encontrar recursos tan vitales como el agua, además de minerales y valiosos elementos energéticos como el petróleo.[1]

## Disciplinas

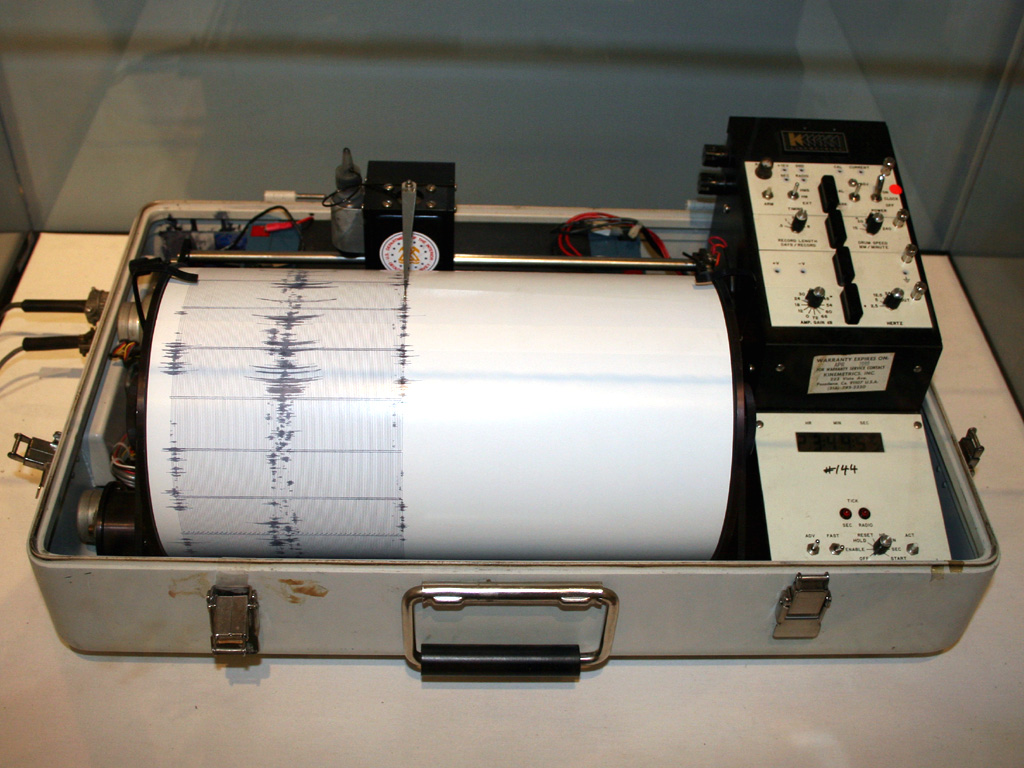
Sismógrafo, aparato que registra la intensidad de las ondas sísmicas y la distancia desde el lugar donde se produce el sismo (epicentro).

### Estudio de laTierra sólida
- Geodesia, estudia la forma de la Tierra.
- Geofísica, estudio del planeta desde el punto de vista de la física. Se analizan y modelan los fenómenos geológicos, con el fin de lograr una descripción matemática y geométrica de los mismos. Incluye disciplinas como la geodinámica o la sismología.[10]
- Geología, estudia la dinámica interna y externa de la tierra, lo referente a las rocas y su estructura, los yacimientos minerales, la evolución del planeta, fenómenos como la tectónica de placas, las orogenias, terremotos, vulcanismo, avalanchas, inundaciones, etc.
- Edafología, estudia los tipos de suelos y su formación.
- Estratigrafía, estudia las rocas sedimentarias, metamórficas y volcánicas estratificadas, las cuencas sedimentarias, la paleogeografía, las discontinuidades del registro geológico y la escala estratigráfica global.
- Geomorfología, estudia las formas de la superficie terrestre, relacionadas con las estructuras y litología del subsuelo y los procesos erosivos que moldean las superficie.
- Petrografía, se ocupa de la descripción de las rocas, en especial estructuras, texturas y composición mineralógica.[11]
- Petrología, estudia la composición y formación de las rocas, sus propiedades físicas y químicas, las relaciones mineralógicas, espaciales y cronológicas, y las asociaciones minerales (paragénesis) y rocosas. Estudia las rocas ígneas, metamórficas y sedimentarias.[12]
- Sedimentología, estudia los procesos de formación, transporte y deposición del material que se acumula como sedimento en ambientes continentales y marinos y que finalmente forman rocas sedimentarias. Trata de interpretar y reconstruir los ambientes sedimentarios del pasado.
- Tectónica, estudia las estructuras geológicas producidas por deformación de la corteza terrestre, las que las rocas adquieren después de haberse formado, así como los procesos que las originan. Analiza la mecánica y la dinámica de la litosfera, para dar explicación a las deformaciones (pliegues y fallas) y formaciones estructurales como son las placas tectónicas.
- Vulcanología, estudia el vulcanismo, el magmatismo y otros fenómenos geológicos relacionados.

### Estudio histórico y evolutivo de la Tierra
- Geología Histórica, estudia las transformaciones que ha experimentado la Tierra desde su formación, hace unos 4570 millones de años, hasta el presente.
- Paleoclimatología, estudia las características climáticas de la Tierra a lo largo de su historia.
- Paleogeografía, estudia la distribución a lo largo de los tiempos geológicos de las masas continentales y océanos en general, de la evolución de orogenias, cuencas sedimentarias, y de los medios sedimentarios en detalle.
- Paleontología, estudia e interpreta el pasado de la vida sobre la Tierra a través de los fósiles. Describe la evolución de la vida en nuestro planeta. Los datos paleontológicos proporcionan información cronoestratigráfica, paleogeográfica, paleoclimatológica, eventos catastróficos del pasado, etc.

### Estudio de las ciencias acuáticas
- Oceanografía u oceanología, estudia la dinámica oceánica como las mareas, el oleaje y las corrientes. Estudia la vida y el suelo oceánico con el fin de una comprensión completa de la formación y evolución del planeta Tierra (estudio de fosas, dorsales, islas y cordilleras sumergidas).
- Hidrología, estudia la distribución, espacial y temporal, y las propiedades del agua presente en la atmósfera y en la corteza terrestre.

### Estudio de las ciencias atmosféricas
- Climatología, estudio del clima terrestre actual y en el pasado geológico.
- Meteorología, estudia la dinámica atmosférica y el tiempo meteorológico.

### Estudio de la tierra en relación con otras áreas
- Geografía, estudia la relación e interacción de la superficie terrestre con el hombre.
- Biogeografía, estudia la distribución de los seres vivos sobre la Tierra.[13]
- Geoquímica, estudia la abundancia absoluta y relativa, distribución y migración de los elementos que conforman la Tierra.[14]

## Metodología
Las metodologías varían en función de la naturaleza de los sujetos estudiados. Los estudios suelen clasificarse en una de estas tres categorías: observacionales, experimentales o teóricos. Los científicos de la Tierra a menudo realizan sofisticados análisis informáticos o visitan un lugar interesante para estudiar los fenómenos terrestres (por ejemplo, la Antártida o las cadenas de islas con puntos calientes).
Una idea fundacional en las ciencias de la Tierra es la noción de Uniformismo, que afirma que "los rasgos geológicos antiguos se interpretan mediante la comprensión de los procesos activos que se observan fácilmente". En otras palabras, cualquier proceso geológico que actúe en el presente ha operado de la misma manera a lo largo del tiempo geológico. Esto permite a quienes estudian la historia de la Tierra aplicar el conocimiento de cómo funcionan los procesos de la Tierra en el presente para comprender cómo ha evolucionado y cambiado el planeta a lo largo de la historia.

### Desglose de las ciencias de la Tierra
Atmósfera
- Química atmosférica
- Geografía
  - Climatología
  - Meteorología
- Hidrometeorología
- Paleoclimatología

Biosfera
- Biogeoquímica
- Biogeografía
- Ecología
  - Ecología del paisaje
- Geoarqueología
- Geomicrobiología
- Paleontología
  - Palinología
  - Micropaleontología

Hidrosfera
- Hidrología
  - Hidrogeología
- Limnología (ciencia del agua dulce)
- Oceanografía (ciencia marina)
  - Oceanografía química
  - Oceanografía física
  - Oceanografía biológica (biología marina)
  - Oceanografía geológica (geología marina)
    - Paleoceanografía

Litosfera (geosfera)
- Geología
  - Geología económica
  - Ingeniería geológica
  - Geología ambiental
  - Geología forense
  - Geología histórica
    - Geología cuaternaria

  - Geología planetaria y geografía planetaria
  - Sedimentología
  - Estratigrafía
  - Geología estructural
- Geografía
  - Geografía humana
  - Geografía física
- Geoquímica
- Geomorfología
- Geofísica
  - Geocronología
  - Geodinámica (véase también Tectónica)
  - Geomagnetismo
  - Gravimetría (también forma parte de Geodesia)
  - Sismología
- Glaciología
- Hidrogeología
- Mineralogía
  - Cristalografía
  - Gemología
- Petrología
  - Petrofísica
- Espeleología
- Vulcanología

Pedosfera
- Geografía
- Edafología
  - Edafología
  - Pedología

Sistemas
- Ciencia del sistema Tierra
- Ciencias ambientales
- Geografía
  - Geografía humana
  - Geografía física
- Hipótesis Gaia
- Ecología de sistemas
- Geología de sistemas

Otros
- Geografía
  - Cartografía
  - Geoinformática
  - Geoestadística
  - Geodesia y Topografía
  - Teledetección
- Nanogeociencia